# Тренболон
Тренболо́н (парабола́н, также известный как тренабо́л и трен) — анаболический стероид, первоначально разработанный для использования в ветеринарной медицине для увеличения мышечной массы скота и улучшения его аппетита, но со временем ставший популярным среди атлетов и культуристов, которые используют его для увеличения мышечной массы и силы.

## Описание
Тренболон считается одним из самых мощных и эффективных анаболических стероидов, доступных на рынке. Он имеет очень высокую анаболическую активность, что определяет его возможности по увеличению мышечной массы и силы, а также сокращению времени восстановления спортсменов после тренировки.
Однако тренболон также известен своими побочными эффектами, включая возможность высокого кровяного давления, агрессии, снижения уровня эстрогенов, потери волос и других проблем. Кроме того, использование тренболона может привести к различным проблемам со здоровьем, включая нарушения сердечно-сосудистой системы, повреждения печени и почек.

## Допинг
Входит в число анаболических стероидов из «перечня запрещённых препаратов ВАДА», запрещён к применению в профессиональном спорте.
Печально известный «коктейль Дюшес», который, по ряду источников, был введён российским спортсменам на зимних Олимпийских играх в Сочи, включал лекарственную форму тренболона, наряду с оксандролоном, и производным метенолона.